# Ephraim Daniel Pichot
Ephraim Daniel (roepnaam: Daniel) Pichot (Paramaribo, 21 januari 1753 - Maastricht, 27 februari 1847) was een Nederlands militair, politicus en bestuurder. Hij was onder andere rechter, mede-burgemeester van Maastricht en schepen van Maastricht en lid van Provinciale Staten van Noord-Brabant en Limburg.

## Levensloop
Ephraim Daniel Pichot was een telg uit het van oorsprong Franse hugenotengeslacht Pichot, waarvan leden eind zeventiende eeuw via Amsterdam in de kolonie Suriname terechtkwamen. Hij was de enige zoon van Jan Willem Pichot (1730-1802) en Anna Maria van der Beets (1725-1758). Drie zusjes zouden hun eerste levensjaar niet overleven. Zijn moeder overleed toen hij nog geen vijf jaar oud was. Twee jaar later, in 1760, nam zijn vader hem op een zakenreis mee naar Amsterdam, waar hij de zevenjarige jongen voor zijn opvoeding en onderwijs onderbracht bij een zakenvriend. Pichot sr. ging terug naar zijn suikerplantage Rac a Rac in Suriname, de kleine Daniel bleef achter, maar had in Amsterdam wel contact met zijn aangetrouwde grootvader Salomon du Plessis, de stiefvader van zijn vader.
Daniel Pichot koos voor een militaire loopbaan in het Staatse leger van de Republiek. Het was een leger van huurlingen: (inter)nationale beroepsmilitairen die tekenden voor een bepaalde periode. Aanvankelijk diende Pichot in 1774 als ritmeester bij de cavalerie in het garnizoen te Maastricht. Hij huwde op 24 april 1774 als 22-jarige te Valkenburg en was eind dat jaar waarschijnlijk gedetacheerd in Den Bosch, daar zijn eerste kinderen (een tweeling) daar werden geboren. Enkele jaren later werd hij als luitenant benoemd bij het garnizoen te Maastricht. In acht jaar bracht hij het tot kapitein der Staatse cavalerie, maar in 1782 blijkt hij een punt gezet te hebben achter deze carrière.
Over Pichots activiteiten na 1782 en tijdens de twintig jaren die de Franse Tijd in Limburg duurde (1794-1814), is weinig met zekerheid te zeggen. Bij de komst van de Fransen in 1794 zou hij, om het strijdgewoel te ontlopen, met zijn familie Maastricht kortstondig hebben verlaten, mogelijk naar Amsterdam. Na de inname van Maastricht keerde hij terug.  Hij was in 1794 ruim veertig jaar oud en stond bekend als tegenstander van het Franse bewind. Zoals meer Maastrichtenaren uit de hogere burgerij was hij lid van de vrijmetselarij en wel van de francofiele loge 'La Constance'. In tegenstelling tot collega's die vanaf het begin van het Frans regime bestuursfuncties vervulden, liet hij zich echter niet in met de Franse overheid. Hij was Orangist; zijn kinderen zouden allen huwen met telgen uit vooraanstaande Staatse (bestuurs)families. Bekend is, dat Napoleon op 21 januari 1810 een aantal zonen van plaatselijke notabelen, waaronder Pichot, tot onderluitenant benoemde, om te worden opgeleid aan een van de Franse militaire academies. De benoeming zou deels bedoeld zijn geweest om voormalige tegenstanders van het Frans bewind de kans te geven zich jegens de Franse overheid te rehabiliteren. Ondanks Pichots verzoek om uitstel, viel er aan de maatregel niet te tornen. Zijn zoon Corneille zou definitief beroepsofficier worden.
Pichot bleef in de Franse Tijd dus in Maastricht en werd ondernemer, hoewel niet duidelijk is op welk terrein. In mei 1815 stelde hij in elk geval 40 tot 50 werknemers uit zijn "atelier" ter beschikking om het Fort Willem I versneld te kunnen afbouwen. Dat suggereert dat hij bouwmeester of aannemer was. Onmiddellijk na het vertrek van de Fransen kreeg hij als Orangist bestuurlijke functies in het nieuwe Koninkrijk der Nederlanden. In 1814-1815 was hij lid van Provinciale Staten, eerst in Noord-Brabant (van 19 september 1814 tot ergens in 1815), daarna in het verenigde Limburg (18 maart 1816 tot 1 juli 1820). Dat hij in 1820 niet als Statenlid herkozen werd, had mogelijk te maken met zijn oranjegezindheid, een overtuiging die op dat moment minder goed lag in de Maastrichtse en Limburgse politiek.
In 1815 werd Pichot tot mede-burgemeester van Maastricht benoemd, samen met André Charles Membrede, Godart van Slijpe en Théodore Joseph de Billehé de Valensart. Membrede was voorzitter van het college van burgemeesters, ofwel 'eerste burgemeester'. In 1819 werd hij opnieuw gekozen, nu in een college van drie burgemeesters, met Van Slijpe en Jean François Hennequin. Die laatste viel in 1821 af vanwege de 'schutterijkwestie', toen de koning hoogstpersoonlijk ingreep en de raad op non-actief stelde. Vanaf 1822 kon Pichot zijn taak tot 1830 voortzetten, nu als 'president-burgemeester'. Vanaf 1823 werd hij ook wel 'eerste schepen' genoemd. De periode 1830-1839, toen de stad bestuurd werd door generaal Dibbets, vormde een onderbreking, maar Pichot zou daarna tot 1844 lid blijven van het stadsbestuur. Pichot was onder het Verenigd Koninkrijk der Nederlanden ook steeds een van de leden van het Kiescollege van Maastricht.
Naast zijn bestuursfuncties werd Pichot in 1815 tot rechter benoemd bij de Rechtbank van Eerste Aanleg te Maastricht, tegelijk met P. van Slijpe. Dit was een oudere broer van burgemeester Jan Godart van Slijpe, wiens dochter in 1814 met een zoon van Pichot was getrouwd. Begin 1831 werd Pichot, inmiddels 78, als rechter ontslagen. Dat was ten tijde van de Belgische Opstand en de blokkade van Maastricht (1830-1833), toen de rechtbank door het Belgisch Voorlopig Bewind provisorisch was verplaatst naar Tongeren.
Op 27 juni 1835 werd Pichot benoemd tot ridder in de Orde van de Nederlandse Leeuw.
Ephraim Daniel Pichot was lid en ouderling van de Waalse gemeente. Hij overleefde het merendeel van zijn kinderen en stierf op 27 februari 1847 op 94-jarige leeftijd in zijn huis aan de Bredestraat.

## Onroerend goed
Al vóór de Franse Tijd was Ephraim Daniel Pichot een vermogend man. Kort na zijn huwelijk in 1774 sloot hij bij twee Amsterdamse handelaren een lening af tot een bedrag van twintigduizend gulden, waarvoor zijn vader borg stond. Onderpand was de te verwachten opbrengst van de verkoop van zijn Surinaamse goederen. Het was gezien de staat van onderhoud en bestuur van deze plantages echter lastig die aandelen kwijt te raken. Acht jaar later betaalde zijn vader hem vijftigduizend gulden voor de aankoop van die goederen (1882).
Als jong officier in het garnizoen van Maastricht (en korte tijd 's-Hertogenbosch) was hij ongetwijfeld ingekwartierd bij particulieren. Alleen de gewone soldaat woonde in de kazerne c.q. de barakken. Zijn oudste kinderen (een tweeling) werden geboren in 's-Hertogenbosch; de anderen op de jongste na in Maastricht. Aangenomen mag worden, dat Pichot een deel van zijn lening aanwendde voor de aankoop van onroerend goed in Maastricht. De jongste zoon werd in 1889 geboren in Bunde en ingeschreven in het doopregister van de Hervormde Gemeente te Meerssen, destijds als simultaankerk het kerkgebouw delend met de rooms-katholieke parochie van Meerssen. Mogelijk bezat hij toen in Bunde een buitenhuis. 
In Maastricht bezat hij in 1802-1803 een statig en kapitaal pand aan de zuidzijde van de Rue Large (Bredestraat): nr. 21, dat vanwege de gevelsteen bekend stond als 'De Gulden Cop'. Het perceel liep vrij ver door naar het zuiden. Halverwege verbreedde het zich en omvatte hier een rijtje van zeven huizen aan de Lantaarnstraat, destijds de nrs. 787 t/m 794 (tegenwoordig: Lantaarnstraat 5 t/m 9). Drie maanden na zijn overlijden in 1847 werd het pand openbaar verkocht.
In de Franse Tijd heeft hij mogelijk zijn financiële status aangevuld door industriële of handelsactiviteiten, of door de aankoop van nationale goederen. In 1818 behoorde hij in Maastricht tot de hoogst aangeslagen burgers voor de belasting, maar was zeker niet de meest kapitaalkrachtige in dit gezelschap. In de ranglijst van 178 personen stond hij op plaats 157.

## Wel of geen slavernijverleden?
Zoals veel geslachten van Nederlandse kolonisten in de zeventiende en achttiende eeuw, bezat het geslacht Pichot in Suriname diverse plantages (o.a. 'Lust en Rust') en waren slavenhouders. Ephraim Daniels vader Jan Willem Pichot en diens stiefvader Salomon du Plessis woonden in Amsterdam, maar bezaten tal van bezittingen in de kolonie. Ephraim Daniel erfde begin 1774 goederen van zijn grootmoeder van moederszijde, Susanna Nute, weduwe van Ephraim Comans Scherping. De berucht geworden plantagehoudster Susanna du Plessis (1739-1795), die niet alleen van haar puissant rijke vader Salomon du Plessis zou erven, maar tevens van haar broer Reinier Isaac du Plessis was een halfzuster van zijn vader. Het grootste deel van haar omvangrijke bezit kwam in 1795 terecht bij de zesjarige jongste zoon van Pichot.
Dat alles betekent echter niet, dat Ephraim Daniel Pichot 'dus ook' plantage- en slavenhouder is geweest. Het tegendeel lijkt het geval. Zeker, als jongeman van 21 bezat hij als onmondige erfgenaam van zijn grootmoeder een vierde deel van de koffieplantage 'Lust en Rust', gelegen aan de Surinamerivier, een vierde deel van de suikerplantage 'Parracabo', gelegen aan de Pauluskreek, en een vierde deel van de plantageslaven en huurslaven te Paramaribo. Zolang hij minderjarig was, beheerden zijn voogden (zijn vader Jan Willem Pichot en diens stiefvader Salomon du Plessis) dit bezit. Maar toen hij in april 1774 als 22-jarige huwde, werd hij vervroegd meerderjarig en kwam dus in het bezit van zijn erfenis. Vanaf dat moment heeft hij geprobeerd deze bezittingen te verkopen. De voogdij verviel bij zijn huwelijk, maar reeds op 24 juni tekende hij te Amsterdam twee notariële akten waarbij het beheer voorlopig gecontinueerd zou worden door de eerdere zaakgelastigden. De hierboven genoemde lening die Pichot in januari 1775 afsloot, had als onderpand de opbrengst van zijn goederen in Suriname. De zaken vlotten niet erg. Begin 1777 ontsloeg hij zijn Surinaamse zaakgelastigde Stolkert en gaf het beheer daar volledig in handen van Christoffel Nagel, met de expliciete opdracht alles zo snel mogelijk te verkopen. Er schijnt weinig belangstelling voor te zijn geweest. De eigendom van deze plantages was inmiddels verregaand versnipperd en ze werden slecht beheerd. Uiteindelijk kocht zijn vader het bezit met ingang van 1 mei 1782: het 4e deel van de plantage 'Rust en Lust', idem van de plantage 'Parracabo'  'ende der zelver gebouwen, bepotingen, beplantingen, slaven, zoo mans, wijver en kinderen, de verhuurslaven aan Paramaribo, daaronder mede begrepen vee, gereedschappen, meubilen, provisiën, en alle verdere ap- en dependentiën' , voor de som van 50.000 gulden.
Men kan zich afvragen waarom Pichot op 22-jarige leeftijd zijn koloniale bezittingen wilde verkopen, wat hem uiteindelijk pas op zijn dertigste lukte. Het is mogelijk dat hij gewoon wilde beschikken over het kapitaal en dat wilde investeren in een minder klimaat- en conjunctuurgevoelige belegging. De door hem in januari 1775 aangegane lening lijkt dit te bevestigen. Het is echter ook mogelijk dat hij daarnaast al vroeg de overtuiging kreeg dat slavernij mensonterend was. Hij had in zijn prille jeugdjaren ongetwijfeld het reilen en zeilen op een plantage en de behandeling van slaven van dichtbij meegemaakt, al had hij er misschien niet veel van begrepen. Hoe het ook zij: duidelijk is, dat Ephraim Daniel Pichot als volwassene slechts acht jaar zijdelings betrokken is geweest bij de arbeid van slaven op Surinaamse plantages, of als (huis)bedienden/werknemers in Paramaribo. Het grootste deel van die acht jaar besteedde hij vergeefs aan het zich los maken van dergelijke bezittingen.
De bemoeienis met Suriname kreeg een onverwacht vervolg, toen Pichot ruim vijftig jaar later de 'eenigste en beneficiaire erfgenaam' van zijn zoon Quirijn George bleek te zijn (1834). Hij was inmiddels 81 en wilde er niets mee van doen hebben. Hij benoemde zijn schoonzoon F.N.L. Aberson (Haarlem) en F.G. Pichot l'Espinasse (Paramaribo) gezamenlijk tot executeurs en gemachtigden, om namens hem de 'Boedel Q.G. Pichot' af te handelen.

## Nageslacht
Ephraim Daniel Pichot trad op 25 april 1774 te Valkenburg in het huwelijk met jonkvrouwe Sara Louisa Marie Desselers, geboren Hesselberg (Valkenburg, 1753 - Maastricht, 1814). De oudste twee kinderen, een tweeling, werden op 13 november van dat jaar geboren. Het echtpaar Pichot-Hesselberg kreeg uiteindelijk elf kinderen.  
1. Johanna (gedoopt 16 november 1774-?), een van een tweeling; andere kind onbekend
2. Jeanne Louise Pichot (1774-1835), gehuwd met Corneille Heereman (1761-1830), 5 kinderen
3. Quirijn George Pichot (roepnaam: Quirin) (Maastricht, 1776 - Nijmegen, 1834), administrateur plantages en lid van het Hof van Politie in Suriname, huwde 1) Clasina Susanna Lemmers (Bergen op Zoom, ca 1767-Paramaribo 1828);[48] 2) huwde op 22 maart 1829 Louise Henriette Spiering (Haarlem, 1792 - Haarlem, 1838)[noot 24] [50] Hij bleef kinderloos.
4. Frederic August Pichot (1777-1837), controleur waarborg voor gouden en zilveren werken, gehuwd met jkvr. Johanna Cornelia Hubertina Hesselt van Dinter, 1776-1843, 5 kinderen
5. Daniel Louis Pichot (1779-1856), distillateur, militair, commissaris van politie te Schiedam, gehuwd met Henrietta Lucretia Pichot (1782-1834),[noot 25] 6 kinderen.
6. Sigismunda Jeanne Catharina Pichot (1780-1875), gehuwd met Samuel Paulus Pichot Lespinasse (1772-1835), 6 kinderen
7. Carel Quirijn Pichot (1782-1802), overleden in Paramaribo
8. Frederik Cornelis Marie Pichot (roepnaam: Corneille) (1784-1845), luitenant-kolonel Schutterij Maastricht, belastingontvanger te Maastricht (1828), burgemeester van Amby, ridder in de orde van de Nederlandse Leeuw,[52] gehuwd met Cornelia Eleonora van Slijpe (1784-1840), dochter van de Maastrichtse burgemeester Godart van Slijpe, 5 kinderen [noot 26]
9. Sophie Dorothée Pichot (1785-1865), gehuwd met de Fransman Louis-Joseph Moraux (1770-1823), belastingontvanger, lid conseil de préfecture, voorzitter vrijmetselaarsloge 'La Constance', 3 kinderen
10. Marie Henriette Alexandrine Pichot (roepnaam: Henriëtte) (1787-1863) huwde in 1816 Frederik Nicolaas Lucretius Aberson (1779-1859)[noot 27]
11. Salomon Reinier Marius Pichot (roepnaam: Marius) (1789-1845), wiens familienaam kort na zijn geboorte gewijzigd werd in Pichot du Plessis, rechter te Maastricht (1817),[54] burgemeester van Cadier en Keer (1829-1831?), bouwheer Huis Blankenberg; huwde in 1812 te Maastricht Sara Alexandrine Collard (ca. 1789-1831), 8 kinderen

## Nalatenschap

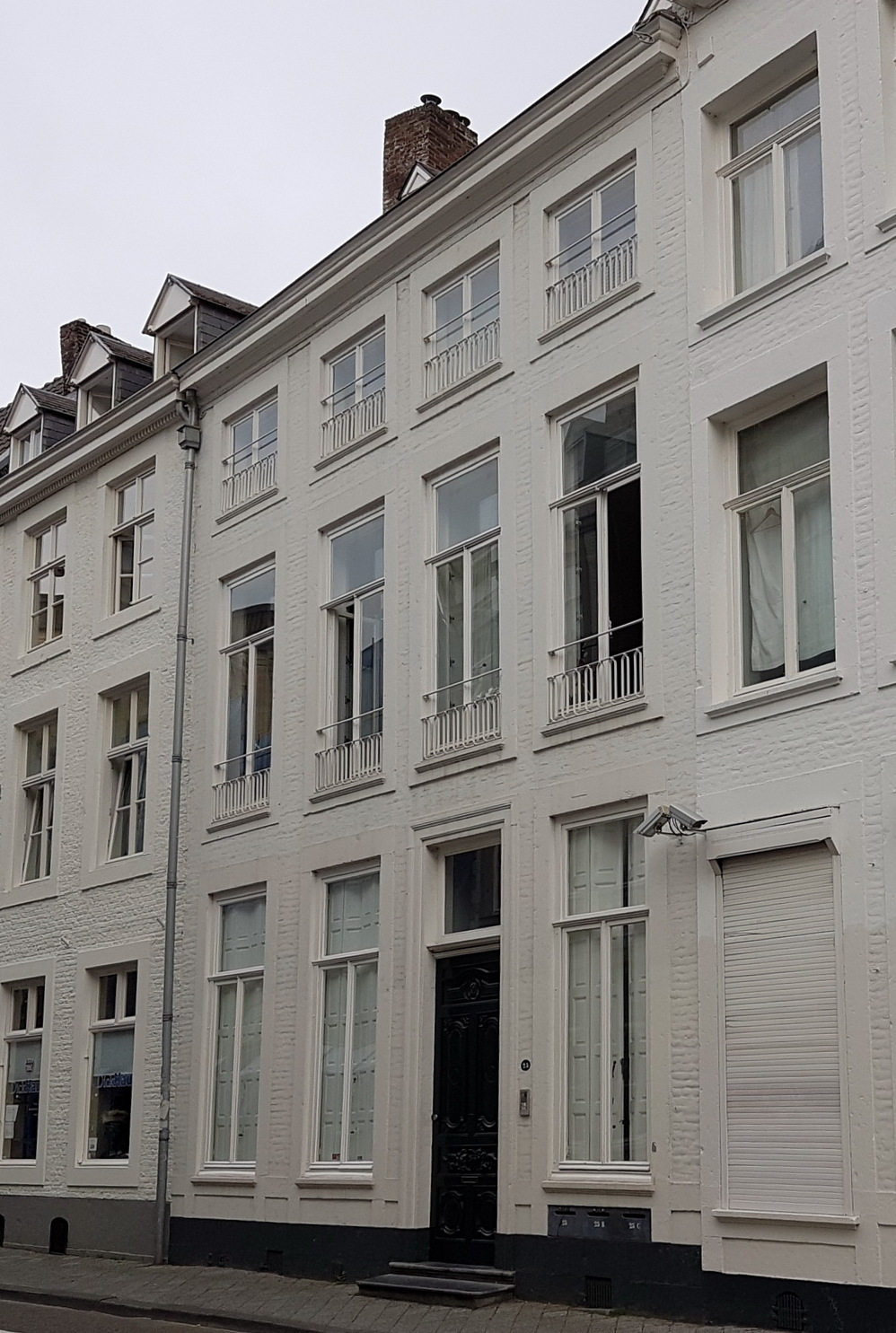
Bredestraat 25 anno 2016

- Pichots portret werd in 1909 door Henri Goovaerts (1865-1912) geschilderd naar een oudere tekening in het bezit van dhr. M. Pichot du Plessis. Het in opdracht van het Maastrichtse gemeentebestuur vervaardigde olieverfschilderij bevindt zich in de burgemeestersportrettengalerij in het Stadhuis van Maastricht.[55][56] Waar de originele tekening is gebleven, is niet bekend.
- Het herenhuis Bredestraat 25 bestaat nog steeds en is een rijksmonument. Volgens de Rijksdienst voor het Cultureel Erfgoed dateert het pand uit het eerste kwart van de negentiende eeuw.[57] Mogelijk werd het in opdracht van Pichot gebouwd of vernieuwd. Delen van de smalle en langgerekte achterbouw zijn mogelijk ouder en lagen deels in de Lantaarnstraat. De panden Lantaarnstraat 5 t/m 9 lijken sindsdien vernieuwd.
- Enkele grafstenen van de families Pichot en Van Slijpe rondom de Sint-Walburgakerk in Amby zijn onderdeel van een rijksmonument.[58]
- In de buurt Wittevrouwenveld in Maastricht-Oost is sinds 1947 een straat naar hem genoemd, de Schepen Pichotstraat.[2]

## Trivia
- In 1774 schreef Jan Willem Pichot eigenhandig een geheim codicil bij zijn (niet nader bekend) testament,[59] waarbij hij zijn zoon expliciet onterfde met betrekking tot de buitenplaats Liezigt, gelegen langs de Amsterdamse/Haarlemmer Trekvaart, 'over het Tolhek onder Spaarnewoude', die hij waarschijnlijk in mei 1773 had aangekocht.[60] Hij bepaalde dat zijn zoon nimmer dat buiten mocht bezitten of zelfs bewonen. Het moest na zijn overlijden worden verkocht ten bate van de Diaconie Armen der Nederduitse gereformeerde gemeente te Amsterdam.[61] Frappant is dat Pichot sr. in de volgende jaren dit geheime codicil meermaals opnieuw bij een notaris liet passeren. Het waarom van deze uitsluiting is niet duidelijk.[noot 28] Jan Willem Pichot zou Liezigt uiteindelijk verkopen in 1783.[62]
- In september 1817 ontstond in de Groote Sociëteit op het Vrijthof een ruzie tussen Pichot en graaf Van Dam, de commandant der vesting. Pichot ondervroeg Van Dam over de militaire zaken van de stad, wat die laatste onbetamelijk vond. Van Dam had een zweepje bij zich en sloeg Pichot daarmee op de benen, uitroepend: "Je vous pulveriserai, vous croyez être des Bourguemaîtres d'Amsterdam. Je me fous des Bourguemaîtres!"[63]
- Toen Pichot (dan 80) en zijn vriend Van Engelshoven in 1833 tijdens een jachtpartij een herberg bezochten in de omgeving van Beek, ontstond na een aanvankelijk vriendelijk aangeboden borrel een schermutseling met de plaatselijke veldwachter Wijnen, die hun wapenvergunning wilde controleren. In het daarop volgende gevecht liep Wijnen flinke klappen op. Het conflict had overigens minder te maken met de (on)geldigheid van de vergunning, dan met de haat die tijdens de Belgische Opstand op het katholieke Limburgse platteland heerste tegen deze protestantse, Oranjegezinde 'Hollanders'.[64]